# الكمب (مدغل الجدعان)

تعديل مصدري - تعديل

الكمب هي إحدى قرى عزلة مدغل الجدعان بمديرية مدغل الجدعان التابعة لمحافظة مأرب، بلغ تعداد سكانها 149 نسمة حسب تعداد اليمن لعام 2004.